# 4 Samodzielna Armia Obrony Powietrznej
4 Samodzielna Armia Obrony Powietrznej – związek operacyjny Sił Zbrojnych ZSRR i Federacji Rosyjskiej.

## Zmiany organizacyjne
W grudniu 1994 roku 4 Samodzielna Armia OP została przeformowana w 5 Korpus OP. W 1998 roku 5 K OP włączono w skład Sił Powietrznych i Obrony Przeciwlotniczej Federacji Rosyjskiej. Zgodnie z dyrektywą Sztabu Generalnego z 30 listopada 2000, od 1 czerwca 2001 roku 5 KOP przeformowano w 5 Armię Sił Powietrznych i Obrony Powietrznej.
5 Armia Lotnicza i Obrony Powietrznej zawierała (2010) w swoim składzie jednostki lotnicze i siły obrony powietrznej dyslokowane w granicach Nadwołżańsko-Uralskiego Okręgu Wojskowego. Według niepełnych danych posiadała 49 bombowców Su-24, 34 myśliwce przechwytujące MiG-31, a także 383 szkoleniowe samoloty L-39.

## Struktura organizacyjna
W latach 1991–1992
- dowództwo – Swierdłowsk

korpusy OP
- 5 Korpus Obrony Powietrznej – Swierdłowsk
- 19 Korpus Obrony Powietrznej – Czelabińsk

lotnictwo myśliwskie OP
- 681 pułk lotnictwa myśliwskiego – Daniłowo
- 683 pułk lotnictwa myśliwskiego – Bobrowka
- 763 Jarosławski pułk lotnictwa myśliwskiego – Dombarowskoje
- 764 pułk lotnictwa myśliwskiego – Balszoje Sawino